# Мариян Германов
Мариян Германов е български футболист, защитник. Юноша на ЦСКА. Играл е за Янтра, ЦСКА, Академик (София), Металург, Спартак (Варна), Локомотив (Пловдив), Славия, Видима-Раковски, Ботев (Пловдив), Черно море, Марек и Пантракикос (Гърция). От лятото на 2006 г. е в Миньор (Перник). Бивш младежки национал.

## Статистика по сезони
- Янтра – 1994/95 – Б група, 11 мача/0 гола
- ЦСКА – 1995/96 - А група, 9/0
- Металург – 1996/ес. – Б група, 25/1
- Спартак (Варна) – 1997/пр. – А група, 12/0
- Спартак (Варна) – 1997/98 – А група, 9/0
- Локомотив (Пловдив) – 1998/ес. – А група, 12/0
- Славия – 1999/пр. – А група, 11/1
- Славия – 1999/ес. – А група, 7/0
- Видима-Раковски – 2000/пр. – Б група, 14/1
- Видима-Раковски – 2000/01 – Б група, 26/2
- Видима-Раковски – 2001/02 – Б група, 22/2
- Ботев (Пловдив) – 2002/03 – А група, 23/1
- Ботев (Пловдив) – 2003/ес. – А група, 10/1
- Черно море – 2004/пр. – А група, 11/0
- Марек – 2004/05 – А група, 12/0
- Пантракикос – 2005/06 – C'Етники Категория, 24/1
- Миньор (Перник) – 2006/07 – Б група